# Culture de la Lituanie

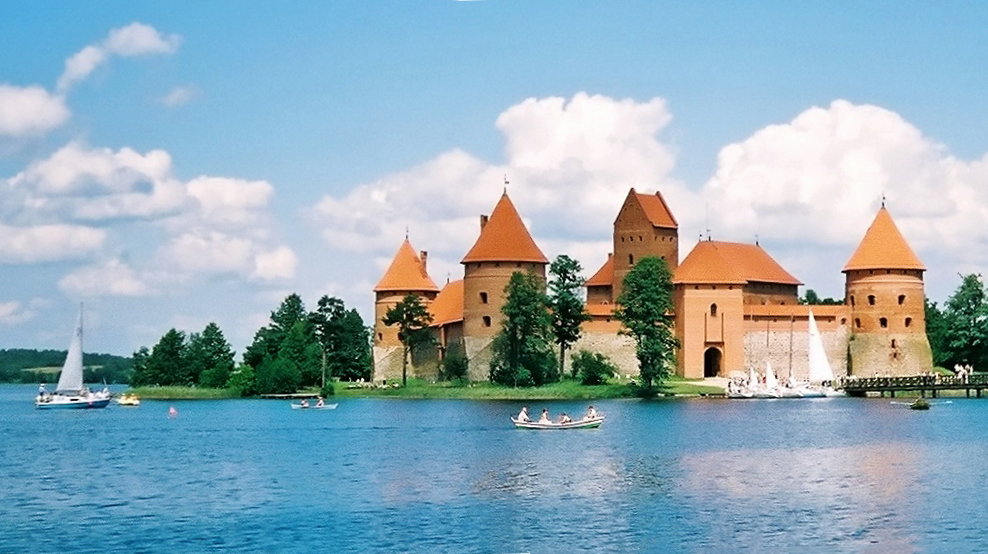
Château de Trakai

La Lituanie est un pays de 3,5 millions d'habitants du Nord-Est de l'Europe. Elle a une longue histoire depuis le XIIIe siècle. La culture et la langue lituanienne ont été des éléments essentiels pour le maintien de la nation lituanienne au cours de l'occupation soviétique des XIXe et XXe siècles, et ont facilité la renaissance de ce pays et son intégration parmi les 28 membres de l'Union Européenne.

## Langues et populations

### Langues
- Langues en Lituanie, Langues de Lituanie
  - lituanien (85 %)
    - aukštaitien, samogitien

  - russe (7 %, autrefois langue seconde)
  - anglais (langue seconde)
  - polonais (> 250 000)
  - karaïm (ancienne diaspora turque : peut-être encore 50 locuteurs à Trakai)
  - langues éteintes : curonien, sélonien, sudovien
- Langues baltes, Langues dans les pays baltes
- Institute of the Lithuanian Language (en), Commission de la langue lituanienne
- Langue des signes lituanienne, Langue des signes russe

### Populations
- Baltes
- Groupes ethniques en Lituanie, Ethnic minorities in Lithuania (en)
  - Lituaniens (2 600 000)
    - Samogitiens (500 000)
    - Lietuvininkai (2 000)

  - Polonais en Lituanie (250 000), Polonais
  - Biélorusses (36 000)
  - Russes baltes (175 000), Russes
  - Tatars baltiques (2 700)
  - Karaïmes (241)
  - Kursenieki, tribu balte disparue
  - Tutejszy
  - Ukrainians in Lithuania (en) (16 423 en 2011)
  - Latvians in Lithuania (en) (2025), Estoniens (314)
  - Allemands (2 400), Germano-Baltes
  - Litvaks (3 000, Histoire des Juifs en Lituanie, Shoah, Ghetto de Kovno, Ghetto de Vilnius
  - Roms (2 100), Porajmos
  - Arméniens (1200), Azéris (650), Géorgiens en Lituanie (hy) (320)
  - Moldaves (500), Bulgares en Lituanie (bg) (117)
  - Autres (<5 000), dont Chinois (500), Coréens (40), Africains (264)
- Diaspora : Lituano-Américains

## Traditions
- Histoire de la culture lituanienne (en)

### Religion
- Religion en Lituanie (à créer), Religion en Lituanie (rubriques)
- Christianisme (78-81 %), Baptême de la Lituanie, Persecution of Christians in the Eastern Bloc (en)
  - Église catholique en Lituanie (70-80 %), Catholicisme en Lituanie (rubriques), Chronicle of the Catholic Church in Lithuania (en) (1972-1989)
  - Orthodoxie orientale en Lituanie (en) (4,1 %)
  - Orthodoxes vieux-croyants (0,8 %)
  - Protestantismes divers (0,8 %), dont Baptisten in Litauen (de), Petite Église polonaise (Frères Polonais)
    - Église évangélique-luthérienne de Lituanie (19 000, 0,5 %, contre 9 % avant 1940)
    - Evangelisch-Reformierte Kirche in Litauen (de) (7 000, 0,2 %)
    - Internationale Universität LCC (de)
- Autres religions
  - Judaïsme (1 200 pratiquants, pour (3 000 se reconnaissant juifs en 2011, contre 9 % avant 1940), Histoire des Juifs en Lituanie, Ghetto de Vilnius, Massacre de Poneriai
    - Karaïsme (Trakai, Isaac de Troki (1533-1594))

  - Hindouisme en Lituanie (en) (300-400)
  - Bouddhisme en Lituanie (en)
  - Islam en Lituanie (en) (21 000, 0,6 %), principalement Tatars baltiques
- Autres spiritualités
  - Congrès européen des religions ethniques
  - Néopaganisme balte (en)
  - Romuva (5 118 en 2011), Jonas Trinkūnas (en) (1939-2014)
  - Druwi
- Autres positions
  - Irréligion (6-7 %), agnosticisme; athéisme
  - Indifférence ou ne se prononçant pas (10-11 %)

### Symboles
- Armoiries de la Lituanie, Drapeau de la Lituanie
- Tautiška giesmė, hymne national de la Lituanie

### Folklore et Mythologie
- Mythologie lituanienne, Mythologie lituanienne (rubriques), Liste des dieux lituaniens
- Mythologie balte (en), Prußische Religion (de)
- Romowe (de), Waideler (de), Zaltones (de)
- Fleur de fougère, Midsummer, Péroun
- Marija Gimbutas (1921-1994), Gintaras Beresnevičius (en) (1961-2006)
- Fakelore, Livre de Vélès

### Pratiques
- Midsummer, réjouissances du solstice d'été
- Célébrations de chants et danses baltes
- Européade

### Fêtes
- Fêtes et jours fériés en Lituanie (en)
- Célébrations de chants et danses baltes

## Famille

### Naissance

#### Noms
- Patronymes lituaniens
- Liste de prénoms lituaniens
- Lithuanian name (en)

## Société
- Lituaniens
- Personnalités lituaniennes par profession
- Personnalités lituaniennes
- List of Lithuanians (en)
- International rankings of Lithuania (en)

### Droit
- Droits de l'homme en Lituanie (en)
- Lituanie sur le site d'Amnesty International
- Femmes en Lituanie (en)
- Histoire LGBT en Lituanie (en)
- Droits LGBT en Lituanie
- Baltic Pride (en) (LGBT)

### Éducation
- Éducation en Lituanie (en), Éducation en Lituanie (rubriques)
- Universités en Lituanie[1]
  - Université européenne des humanités, Université technologique de Kaunas, Académie des arts de Vilnius, Université de Vilnius
- Académie des sciences de Lituanie (1941)
- Lithuanian Space Science and Technology Institute (en), Lithuanian Space Association (en)
- Liste des pays par taux d'alphabétisation
- Liste des pays par IDH

#### Autres
- École française[2]
- Lycée international français de Vilnius[3]
- Vilnius International Meridian School (VIMS)[4]
- Vilnius International School (en) (VIS)[5]
- The American International School of Vilnius (AISV)[6]

### Divers
- Emploi / chômage ?
- Coût de la vie[7] : en décembre 2017, le salaire moyen mensuel serait de 1 155 euro (contre 2 900 en France).

### État
- List of massacres in Lithuania (en)
- Histoire de la Lituanie
  - Guerres d'indépendance lituaniennes (1918-1920)
  - Occupation des pays baltes (1939-1991)
  - Révolution chantante (1987-1990), Voie balte (1989), Les pays baltes se réveillent
  - Acte de rétablissement de l'État lituanien (1990)
- Renouveau national lituanien (XIXe siècle), nationalisme lituanien ou patriotisme lituanien
- Panbaltisme
- Politique en Lituanie

## Arts de la table

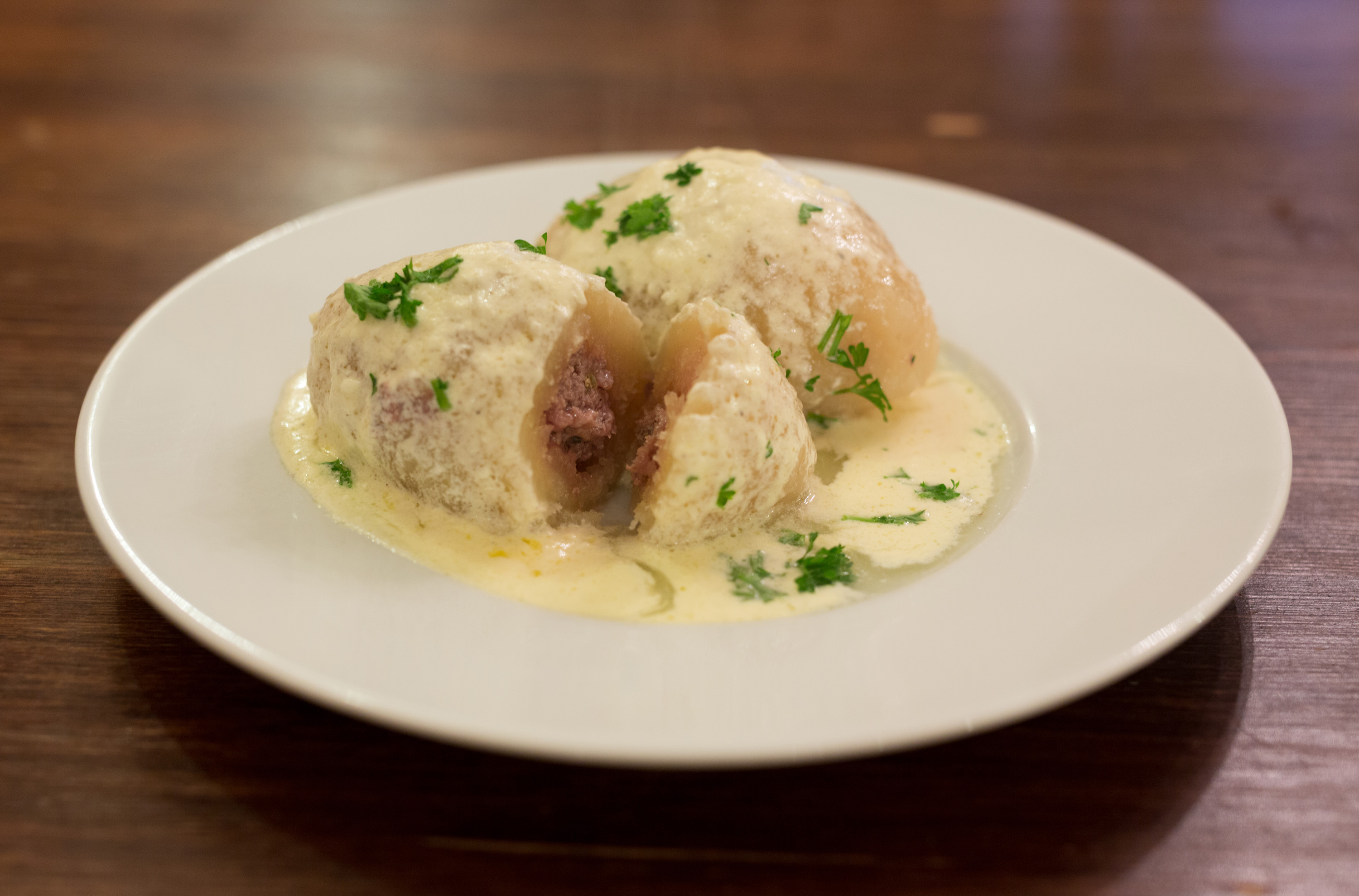
Cepelinai

### Cuisine(s)
- Cuisine lituanienne, Cuisine lituanienne (rubriques)
- Cuisine vieux-prussienne : Königsberger Klopse, Tilsit (fromage), Kopskiekelwein (en)
- Smetana (produit laitier)
- Opłatek
- Sorrel soup

Le plat national est le cepelinai (zepelin, représentatif de sa forme) à base de pommes de terre. Le kissel à la canneberge (kisielius) constitue un mets traditionnel.

### Boisson(s)
- Bière locale : Gubernija, Kalnapilis, Rinkuškiai, Švyturys, Tauras, Utenos, Volfas Engelman
- Kopskiekelwein (en)
- Boisson alcoolisée locale lituanienne : Kvas (ou Gira)
- Vodka locale : Krupnik, Starka, V44

## Santé
- Santé, Santé publique, Protection sociale
- Santé en Lituanie (en), Santé en Lituanie (rubriques)
- Abortion in Lithuania (en)
- Northern Dimension Partnership in Public Health and Social Well-being (en)
- Liste des pays par taux de tabagisme (54/182)
- Liste des pays par taux de natalité (218/227)
- Liste des pays par taux de suicide (3/105)

### Activités physiques
- Pêche, chasse
- Marche, randonnée
- Course, course d'orientation, cross-country
- Gymnastique
- Athlétisme
- Biathlon, pentathlon moderne
- Natation, bain de glace
- Voile
- Cyclisme, BMX
- Promenade en bateau, voile
- Canoë, aviron
- Rallye automobile, motocross, formule 1
- Tennis
- Surf, planche à voile, kitesurf
- Sports d'hiver : ski, ski de fond, hockey sur glace, bandy, luge, bobsleigh, skeleton, curling, patin à glace, patinage artistique, voile sur glace, patinage de vitesse
- Sports d'équipe : football, basket-ball, rugby, volleyball, floorball, ultimate (sport)

### Sports

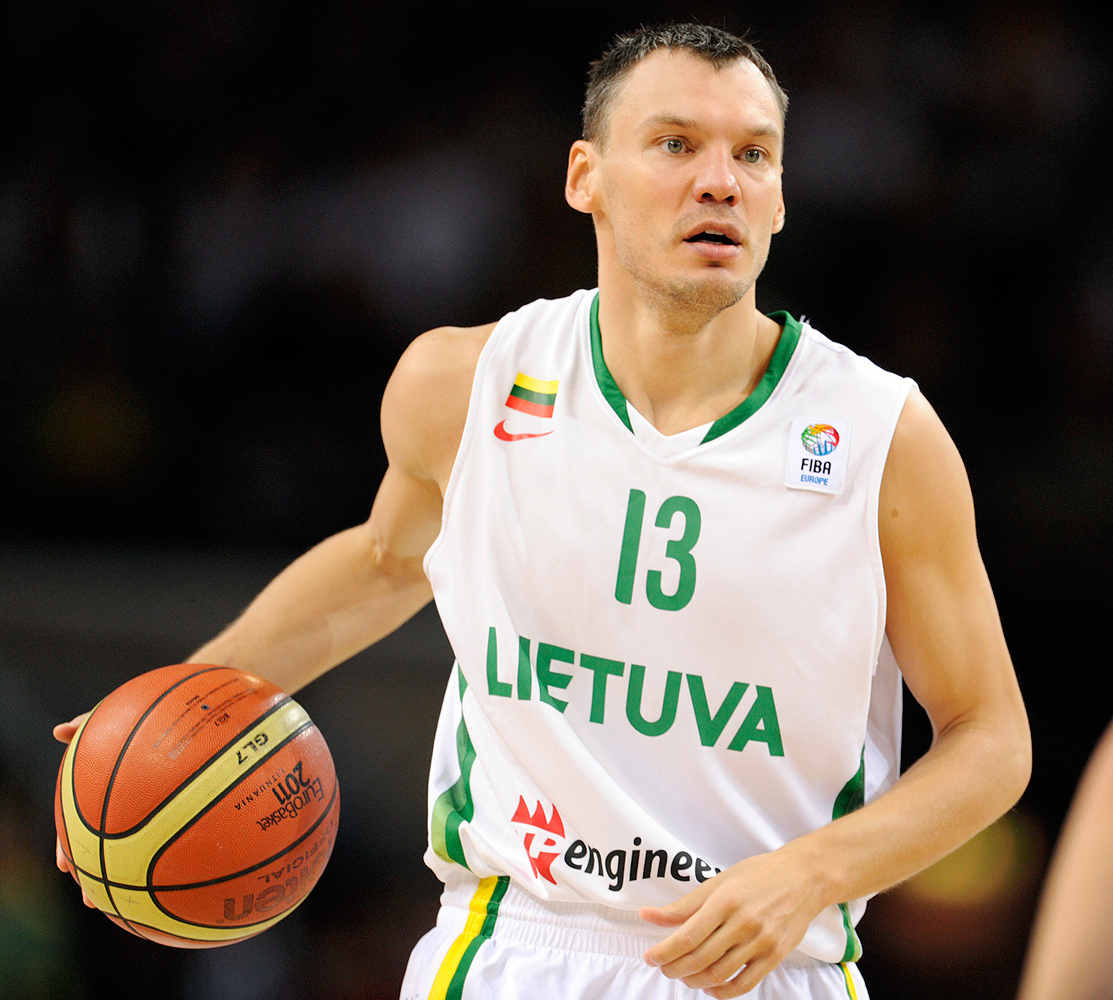
Le joueur de basket-ball Šarūnas Jasikevičius

Le basket-ball est le sport national lituanien. Quelques Lituaniens, ex-stars de la NBA, sont des personnalités importantes du pays.
- Sport en Lituanie, Sport en Lituanie (rubriques)
- Sportifs lituaniens
- Sportives lituaniennes
- Sportifs lituaniens de l'année
- Lituanie aux Jeux olympiques
- Lituanie aux Jeux paralympiques, Lituanie aux Jeux paralympiques d'été de 2016

### Arts martiaux
- Judo, lutte, karaté
- Javelot
- Escrime
- Musculation
- Haltérophilie
- Tir au fusil
- Tir à l'arc

## Littérature
- Littérature lituanienne
- Écrivains lituaniens
  - Kristijonas Donelaitis (1714-1780)
  - Žemaitė (1845-1921)
  - Oscar Vladislas de Lubicz-Milosz (1877-1939)
  - Vincas Krėvė-Mickevičius (1882-1954)
  - Vincas Mykolaitis-Putinas (1893-1967)
  - Kazys Binkis (1893-1942)
  - Justinas Marcinkevičius  (1930-)
  - Knuts Skujenieks (1936-)
  - JoAnne Akalaitis (1937-)
  - Jurga Ivanauskaitė (1961-2007)
- Prix national de la culture et de l'art (1989)

## Média
- Média en Lituanie (à créer), Média en Lituanie (rubriques)
- Journalistes lituaniens
- Telecommunications in Lithuania (en)

### Presse
- Presse écrite en Lituanie (à créer), Presse écrite en Lituanie (rubriques)
- Liste de journaux en Lituanie, Presse quotidienne en Lituanie (rubriques), List of newspapers in Lithuania (en)
- Les Lituaniens américains publient cinq titres en lituanien.
- Magazines lituaniens, List of magazines in Lithuania (en)
- Liberté d'expression et liberté de la presse en Lituanie
- Baltic Review (en)

### Radio
- Radio en Lituanie (rubriques)
- List of radio stations in Lithuania (en)
- Lietuvos Radijo Mėgėjų Draugija (en)

### Télévision
- Télévision en Lituanie (rubriques)

### Internet (.lt)
- Internet in Lithuania (en)
- Censure en Lituanie (dont internet) (en)
- Lithuania Tribune (en)
- Blogueurs lituaniens
- Sites web lituaniens
- Presse en ligne[8],[9]

## Artisanats
- Artisanat d'art,
- Artisanat par pays,
- Arts appliqués, Arts décoratifs

Les savoir-faire liés à l’artisanat traditionnel relèvent (pour partie) du patrimoine culturel immatériel de l'humanité. On parle alors de trésor humain vivant.
Mais une grande partie des techniques artisanales ont régressé, ou disparu, dès le début de la colonisation, et plus encore avec la globalisation, sans qu'elles aient été suffisamment recensées et documentées.

### Design
- Designers lituaniens

### Textiles, cuir, papier
- (Lithuanian fashion designers), Designers lituaniens de la mode
- Eglė Bogdanienė (en) (1962-)
- Danguolė Brogienė (en) (1959-)
- Zinaida Irutė Dargienė (en) (1936-)
- Petronėlė Gerlikienė (en) (1905-1979)
- Feliksas Jakubauskas (en) (1949-)
- Stanislovas Jančiukas (en) (1937-2010)
- Ramutė Aleksandra Jasudytė (en) (1930-)
- Rūta Jokubonienė (en) (1930-2010)
- Eugenijus Kazimieras Jovaiša (en) (1940-)
- Zinaida Kalpokovaitė-Vogėlienė (en) (1941-)
- Zita Kreivytė (en) (1942-)
- Violeta Laužonytė (en) (1955-)

### Poterie, céramique, faïence
- Céramistes lituaniens
- Jonas Arčikauskas (en) (1957-)
- Marija Bankauskaitė (en) (1933-1992)
- Gražutė Čepaitė-Ragauskienė (en) (1940-)
- Gražina Degutytė-Švažienė (en) (1938-)
- Danutė Eidukaitė (en) (1929-1995)
- Virginija Juršienė (en) (1950-)
- Viktorija Karatajūtė-Šarauskienė (en) (1948-2007)
- Ona Kreivytė-Naruševičienė (en) (1935-)
- Jolanta Kvašytė (en) (1956-)
- Jovita Laurušaitė (en) (1956-)

### Verrerie d'art
- (Lithuanian stained glass artists and manufacturers), Maîtres verriers lituaniens
- Vytautas Janulionis (en) (1958-2010)
- Bronius Bružas (en) (1941)

### Joaillerie, bijouterie, orfèvrerie
- Bijoux en paille et en roseau
- Foire internationale baltique de bijoux, mars 2018

## Arts visuels
- Arts visuels, Arts plastiques
- Arts en Lituanie
- Écoles d'art en Lituanie
  - Jonava Janina Miščiukaitė School of Art (en), National M. K. Čiurlionis School of Art (en), Académie des arts de Vilnius
- Artistes lituaniens
- Artistes contemporains lituaniens
- Art populaire lituanien
- List of Lithuanian artists (en)
- ArtVilnius, foire internationale 2017[10]

### Dessin
- Dessinateurs lituaniens
- Graveurs lituaniens
- Illustrateurs lituaniens
- Affichistes lituaniens
- Auteurs lituaniens de bande dessinée
- Designers graphistes lituaniens
- Illustrateurs lituaniens
- Xylographes lituaniens
- Calligraphes lituaniens

### Peinture

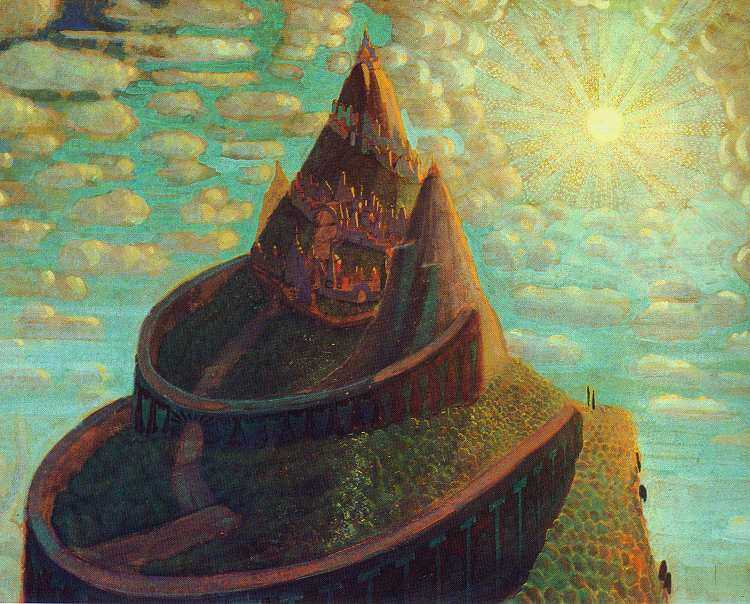
Château. Conte de fées de Mikalojus Konstantinas Čiurlionis (1909)

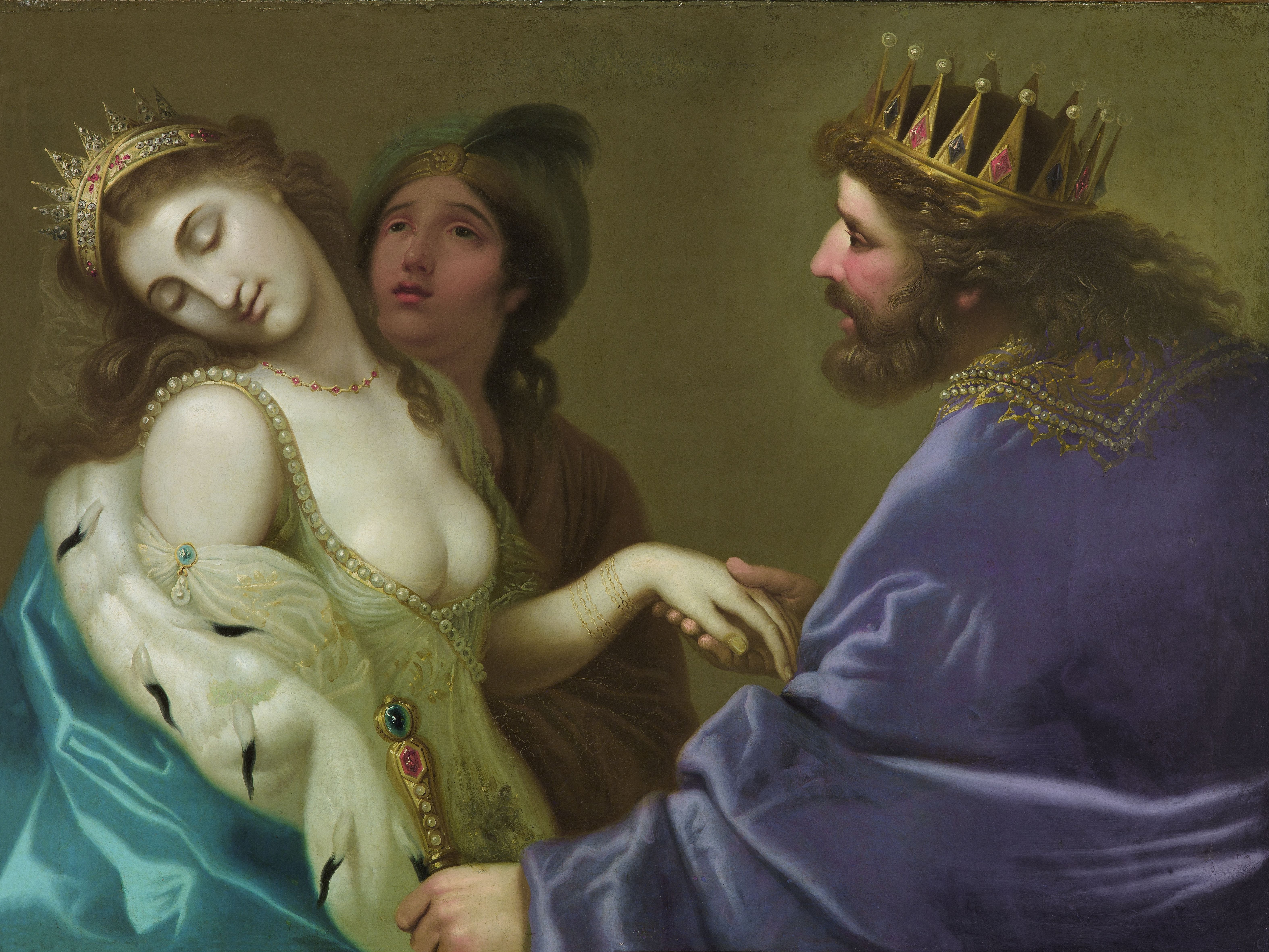
Esther devant Ahasuerus, de Franciszek Smuglewicz, peintre de la république des Deux Nations pour la Lituanie. 1778.

- Peinture lituanienne
- Peintres lituaniens

#### Quelques peintres lituaniens
- Moses Bagel (1908-1995)
- Max Band (1900-1974)
- Arbit Blatas (1908-1999)
- Mikalojus Konstantinas Čiurlionis (1875-1911)
- Vytautas Kasiulis (1918-1995)
- Jacques Koslowsky (1904-1993)
- Lasar Segall (1891-1957)
- Ben Shahn, Stasys Eidrigevičius
- Pranas Domšaitis (en), Czeslaw Znamierowski (en) (1890-1977)
- Šarūnas Sauka (1958-), Kęstutis Lupeikis (en) (1962-), Vytenis Jankūnas (en)

### Sculpture
- Sculpture lituanienne, Sculpture en Lituanie
- Sculpteurs lituaniens, Liste de sculpteurs lituaniens
- List of public art in Vilnius (en)
- Dievdirbys (en)
- Kryždirbystė (en)
- Žmuidzinavičius Museum (en)
- Hill of Witches (en)
- Česlovas Lukenskas (en) (1959-)

### Architecture
- Architecture of Lithuania (en)
- Architecture en Lituanie (rubriques)
- Urbanisme en Lituanie (rubriques)
- List of Lithuanian architects (en)
- Liste des châteaux en Lituanie
- Stogastulpis (en)
- Wooden synagogues of the former Polish–Lithuanian Commonwealth (en)
- Fortress synagogue (en)
- Architectes lituaniens

### Photographie
- Photographes lituaniens
- Photographie en Lituanie (lt)

### Graphisme
- Graphistes lituaniens

## Arts du spectacle
- Spectacle vivant, Performance, Art sonore

### Musique(s)
- Musique lituanienne
- Musique lituanienne (rubriques)
- Musiciens lituaniens

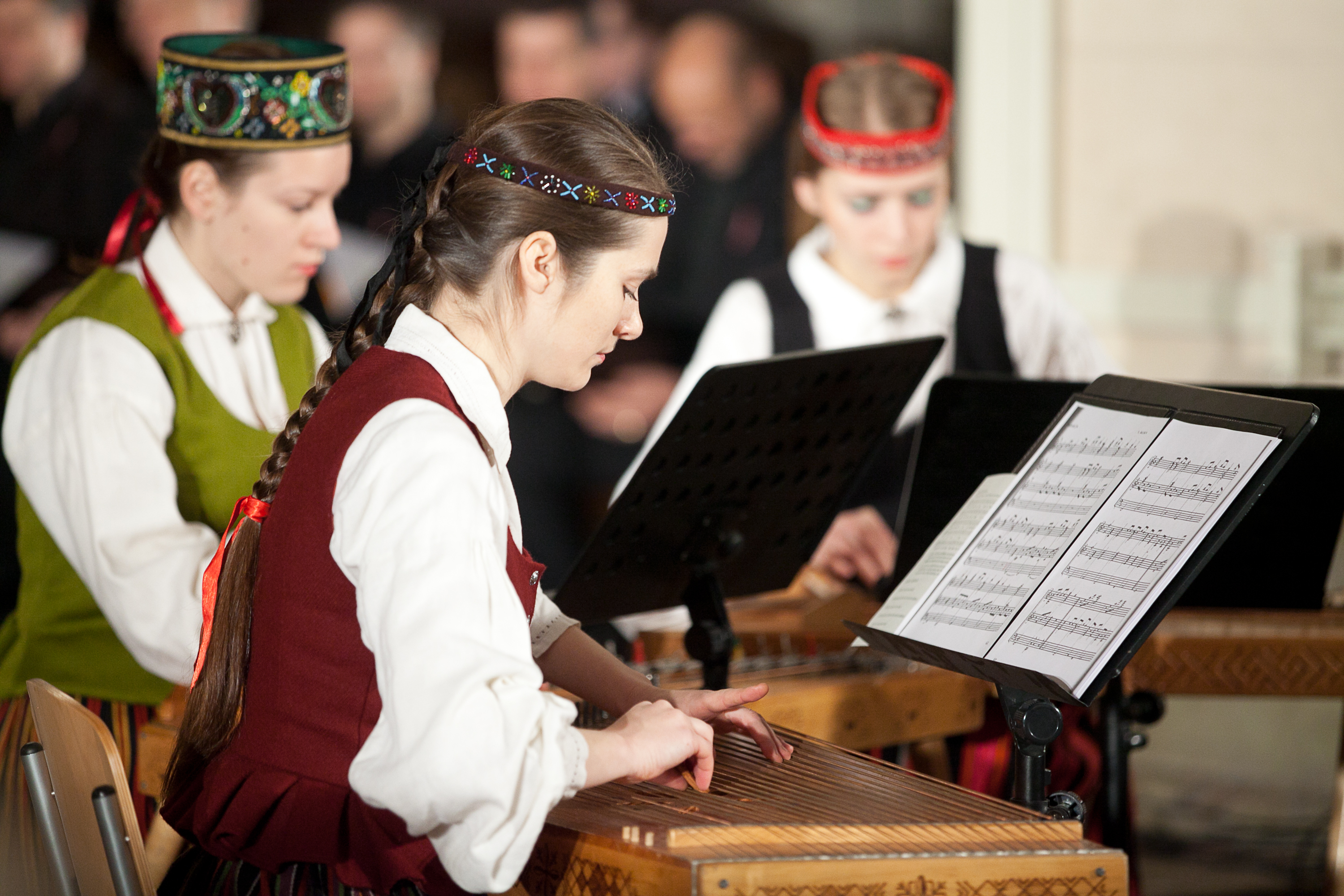
Culte œcuménique à la cathédrale protestante de Riga

  - Mikalojus Konstantinas Čiurlionis (1875-1911)
  - Osvaldas Balakauskas (1937-)
  - Algirdas Martinaitis (1950-)
  - Vytautas Miškinis (1954-)
- Chanteurs lituaniens, Chanteuses lituaniennes
- chants
  - Sutartinė, chansons traditionnelles lituaniennes
  - Giesmé
  - Raudos, lamentations
  - Daina, Daina (Lithuania) (en)
  - chercheurs : Liudvikas Rėza, Jonas Basanavičius, Mykolas Biržiška, Norbertas Vėlius

La musique lituanienne est polyphonique. Ses nombreux chants sont pourvus d'une riche instrumentation typique. La musique folklorique est encore très en vogue dans le pays, malgré le succès grandissant des musiques actuelles d'origine occidentale.
- Artūras Barysas
- Marius Berenis
- Nadezhda Dukstulskaite
- Vyacheslav Ganelin
- Liudas Jakavicius-Grimalauskas
- Romas Lileikis
- Ona Narbutienė
- David Smash
- Kostas Smoriginas
- Ten Walls

- Festivals de jazz :
  - Vilnius Jazz
  - Vilnius Mama Jazz
  - Birštonas Jazz
  - Kaunas Jazz
  - Klaipėda Jazz

### Danse(s)
- Danse en Lituanie
- Liste de danses
- Danseurs lituaniens
- Chorégraphes lituaniens
- The Lithuanian National Opera and Ballet Theatre, Lietuvos nacionalinis operos ir baleto teatras
- L'ensemble folklorique de l'Université de Vilnius[11]
- Festival de danse New Baltic, à Vilnius, depuis 1997
- Eglė Špokaitė (1971–)
- Edita Daniūtė (1979–)
- Iveta Lukosiute (1980–)

### Théâtre
- Dramaturges lituaniens
- Pièces de théâtre lituaniennes
- Metteurs en scène : Oskaras Korsunovas
- Theatre of Lithuania (en)
- Salles :
  - Théâtre national d'art dramatique de Lituanie, The Lithuanian National Drama Theatre, Lietuvos nacionalinis dramos teatras,
  - The Lithuanian National Opera and Ballet Theatre, Lietuvos nacionalinis operos ir baleto teatras,
  - The Russian Drama Theatre of Lithuania, Lietuvos rusu dramos teatras,
  - The Theatre Little Witch, Raganiukès teatras,
  - The State Small Theatre of Vilnius , Valstybinis Vilniaus mazasis teatras,
  - The Odd Men Theatre, Keistuoliu teatras,
  - The Youth Theatre, Jaunimo teatras
  - The Theatre Domino, Domino teatras.
- Théâtre yiddish, dont Vilna Troupe (en) (1915), à Vilnius, Hrodn, Białystok

### Autres scènes: marionnettes, mime, pantomime, prestidigitation
Les arts mineurs de scène, arts de la rue, arts forains, cirque, théâtre de rue, spectacles de rue, arts pluridisciplinaires, performances manquent encore de documentation pour le pays …
Pour le domaine de la marionnette, la référence est : Arts de la marionnette en Lituanie, sur le site de l'Union internationale de la marionnette UNIMA).
Parmi les Marionnettistes lituaniens
- Stasys Usinskas (actif vers 1931-1937),
- Stasys Retkevivius & Valeria Gruodyte-Ratkeviciene, actifs vers 1958-1960,
- Balys Lukosius, actif vers 1960,
- Ananas Markuckis, actif vers 1985,

- Salles : Théâtre Lélé, Vilniaus teatras Lélé

### Cinéma
- Cinéma lituanien
- Réalisateurs lituaniens, Scénaristes lituaniens
- Acteurs lituaniens, Actrices lituaniennes
- Films lituaniens, (en) Liste chronologique des films lituaniens

Parmi les grands cinéastes européens, figurent Šarūnas Bartas et Marc Sorkin.
Sont également reconnus au niveau international le documentariste Audrius Stonys (en), ainsi que Arunas Matelis, Kristijonas Vildžiūnas et Valdas Navasaitis.
Sont d'origine lituanienne les frères Adolfas Mekas et Jonas Mekas.
- Artūras Barysas (en) (1954-2005)
- Ladislas Starewitch (1882-1965) ou Vladislovas Starevičius, pionnier du cinéma d'animation (russe, polonais, lituanien, français)

#### Quelques réalisateurs
- Marionas Gedris (1933-)
- Almantas Grikiavitchius (1935-)
- Raimondas Vabalas (1937-)
- Vitautas Jalakiavitchius (1930-)
- Janina Lapinskaitė
- Arūnas Žebriūnas (1931-2013)
- Arūnas Matelis
- Alan Melikdjanian
- Šarūnas Bartas
- Artūras Barysas
- Romas Lileikis
- Adolfas Mekas
- Jonas Mekas
- Algimantas Puipa
- Donatas Ulvydas
- Jonas Vaitkus
- Emilis Vėlyvis
- Vytautas Žalakevičius

#### Quelques films
- 1930 : Le petit soldat lituanien
- 1931 : Onite et Ionelis
- 1947 : Marité
- 1953 : L'Aube sur le Niémen
- 1956 : Le noyé, Le retour d'Ignotas
- 1960 : Les héros vivants
- 1962 : Les pas dans la nuit
- 1963 : Chronique d'un jour
- 1965 : Personne ne voulait mourir
- 1969 : La Belle
- 1970 : L'Eté des hommes
- 1971 : Les plaies de la terre
- 1972 : Ce doux mot : Liberté
- 1978 : Les Centaures

#### Quelques acteurs
- Donatas Banionis
- Juozas Budraitis
- Liubomiras Laucevicius

#### Quelques actrices
- Ingeborga Dapkūnaitė
- Lina Braknytė
- Janina Lapinskaitė
- Emilija Danilevičiūtė (1922-2003)
- Olita Dautartaitė

### Autres
- Vidéo, Jeux vidéo, Art numérique, Art interactif
- Culture alternative, Culture underground

## Tourisme
- Tourisme en Lituanie (rubriques)
- Tourism in Lithuania (en)
- Via Hanseatica[12] (Saint-Pétersbourg - Riga)
- Pan-European Corridor I (en)
- Rail Baltica
- Sur WikiVoyage
- Conseils aux voyageurs pour la Lituanie :
  - France Diplomatie.gouv.fr
  - Canada international.gc.ca
  - CG Suisse eda.admin.ch
  - USA US travel.state.gov

## Patrimoine
- Liste des châteaux en Lituanie
- List of palaces and manor houses in Lithuania (en)
- Liste des cathédrales de Lituanie

### Musées
- Liste de musées en Lituanie

### Liste du Patrimoine mondial
Le programme Patrimoine mondial (UNESCO, 1971) a inscrit :
- Liste du patrimoine mondial en Lituanie

### Liste représentative du patrimoine culturel immatériel de l’humanité
Le programme Patrimoine culturel immatériel (UNESCO, 2003) a inscrit dans sa liste représentative du patrimoine culturel immatériel de l'humanité (au 10/01/2016) :
- 2008 : Les célébrations de chants et danses baltes (partagé avec l'Estonie et la Lettonie)[13]

### Registre international Mémoire du monde
Le programme Mémoire du monde (UNESCO, 1992) a inscrit dans son registre international Mémoire du monde (au 10/01/2016) :
- 2008 : La création et le symbolisme des croix[14].
- 2009 : La Voie balte - Chaîne humaine reliant trois États dans leur marche pour la liberté[15].
- 2010 : Les Sutartinės, chants lituaniens à plusieurs voix[16].